# Oppidum de Villeneuve-Saint-Germain
L'oppidum de Villeneuve-Saint-Germain est un oppidum gaulois de type méandre barré fondé par le peuple des Suessions. Il est situé dans une boucle de l'Aisne à trois kilomètres de la ville actuelle de Soissons, sur le territoire de la commune de Villeneuve-Saint-Germain (Aisne).
La surface enclose par le mur d'enceinte qui ferme le méandre est de 70 à 100 hectares, selon les fluctuations du cours de l'Aisne, dont au moins 30 sont occupés. Bien que l'on connaisse une occupation antérieure datée de La Tène A, il n'y a pas de continuité entre cette dernière et la fondation de l'oppidum à la Tène D2. L'oppidum est principalement occupé dans les second et troisième quarts du Ier siècle av. J.-C., on le date plus précisément des années 80-70 avant notre ère jusqu'à son abandon dans les années 40, après la guerre des Gaules. Jean Debord, le principal archéologue à avoir fouillé les lieux, évoque tout d'abord une datation légèrement postérieure à la guerre des Gaules, approximativement de 50 à 17 av. J.C. Selon lui, l'oppidum de Villeneuve-Saint-Germain succède au lendemain de la guerre des Gaules à l'oppidum de Pommiers. C'est un nouvel examen du matériel monétaire trouvé sur l'oppidum de Pommiers qui conduit à inverser les datations. L'oppidum de Pommiers succède à celui de Villeneuve, avant d'être lui-même remplacé par Augusta Suessionum.
La principale particularité de cet oppidum est une structure monumentale constituée de fossés couverts par une galerie et cuvelés, longs de plusieurs centaines de mètres et se croisant à angle droit. La fonction de cette structure, manifestement destinée à une utilisation publique, est inconnue. Un quartier artisanal semble s'être développé à proximité du point d'intersection des fossés.

## Découverte et historique des fouilles
En 1861, la construction d'une ligne de chemin de fer entre Soissons et Reims a entraîné la création d'une ballastière au lieu-dit « Les Grandes Grèves ». Les ouvriers de cette ballastière ont découvert un grand fossé remblayé qu'ils ont assimilé à un canal romain destiné à faciliter la navigation sur l'Aisne proche.
En 1892, Octave Vauvillé examine le site et l'identifie tout de suite comme étant un fossé de fortification doublé au nord d'un rempart rectiligne très arasé fermant le méandre. Vauvillé soupçonne également la présence d'un second fossé, ce soupçon sera confirmé par les fouilles modernes. Quelques recherches de surface effectuées ensuite par Mr Vauvillé ont permis de retrouver quelques poteries gauloises ainsi que du matériel néolithique.
En 1963, une autre ballastière ouverte dans un lieu-dit proche révélait d'autres traces d'occupations. L'année suivante, quatre sépultures y sont découvertes et fouillées.
En 1973, une nouvelle ballastière ouverte au lieu-dit "les Grandes Grèves" entraîne une fouille de sauvetage qui confirme définitivement les occupations néolithiques et gauloises. Une série de campagnes de fouilles se déroulent de 1974 à 1984, sous la direction de Jean Debord. Pendant l'hiver 1983-1984, une fouille de sauvetage, consécutive à la construction d'une base de loisirs, permet à nouveau d'étudier le rempart.

## L'Oppidum
De nombreux marqueurs de datation, tels que les fibules, les amphores, la céramique et les monnaies, incitent à dater l'oppidum du lendemain de la guerre des Gaules. Il fonctionne au moins sur les second et troisième quarts du Ier siècle av. J.-C. et est abandonné au plus tard vers -15 av.J.C,.

### Les fortifications
La fortification de l'oppidum est constituée d'une muraille à poutrage interne apparenté au murus gallicus, s'en distinguant notamment par un parement interne jointoyé à l'argile blanche, en lieu et place d'une rampe de terre. Il s'agit d'une construction intermédiaire entre le type murus gallicus et le type d'Ehrang. Cette muraille de onze mètres d'épaisseur et surmontée d'une palissade est doublée de deux fossés séparés par un talus formant contrescarpe. Le fossé plus proche des murs, le fossé B, mesure 18 mètres de large, l'autre fossé, le plus éloigné des murs, le fossé A mesurant, lui, seulement neuf mètres de large pour deux mètres de profondeur. Le fossé B était creusé jusque sous le niveau de la nappe phréatique. Ce milieu humide a permis la conservation d'un des piquets de la palissade surmontant le mur et tombé au fond du fossé lors de son effondrement. Le fond de ce fossé a également livré des mandibules humaines, ce qui laisse supposer que le mur extérieur était décoré de crânes humains.
Le tracé de la fortification est rectiligne, courant sur près de mille mètres et il clôt presque complètement le méandre. Le reste de la clôture est assuré par une petite rivière rejoignant le cours de l'Aisne à cet endroit. Aujourd'hui, l'élévation du rempart a quasiment disparue, attaquée par les travaux agricoles, les différentes ballastières et le développement de la commune de Villeneuve-Saint-Germain.

### Les ateliers artisanaux

#### Les ateliers de bronziers, les forges et le travail du métal
De nombreuses traces indiquant l'existence d'ateliers de bronziers ont été retrouvées à proximité du point d'intersection des fossés couverts monumentaux. Les vestiges découverts sont des creusets et des fragments de creuset, des moules, des coulées de fonte et divers déchets de fabrication, fibules ratées et chutes de découpe de feuilles de bronze.
La production de ces ateliers est essentiellement composée de fibules. Les ateliers produisaient aussi de manière plus marginale des rouelles et de petites appliques décoratives, ces dernières découpées dans des feuilles de bronze
La présence de nombreux déchets sidérurgiques, en particulier dans la zone de l'atelier monétaire, laisse supposer l'existence d'une à plusieurs forges.
Parmi les rouelles produites par les ateliers locaux, une grande proportion, les trois quarts, sont en plomb. Ceci implique la présence probable d'un atelier de travail du plomb. Celui-ci n'a cependant pas été identifié.

#### L'atelier monétaire
Mis en évidence par les fouilles de 1977, l'atelier monétaire est situé à proximité des ateliers de bronziers - une grande partie de son activité s'apparentant à la leur - autour de la jonction des longs fossés couverts. Dans cette zone ont été découverts de nombreux fragments de moules à alvéoles, marqueurs sûrs d'un atelier monétaire, également un nombre significatif de déchets de fabrication, et de nombreuses pièces de monnaie achevées. Les déchets de fabrication ont permis d'identifier quelques-uns des types fabriqués par les artisans monnayeurs. Ainsi les potins LT 7602, LT 7870 et LT 7873 sont fabriqués localement. le type LT 7870 en particulier était, avant cette découverte, attribué aux Silvanectes ; un exemplaire de cette monnaie présentant un défaut de coulée a permis de la rendre aux Suessions.
Cet atelier est susceptible d'avoir également eu une production de monnaies frappées en argent dont un certain nombre d'exemplaires ont la particularité d'avoir été surfrappés.

#### Un atelier de travail du verre
Une forte quantité de perles et de bracelets en verre, proportionnellement à d'autres sites locaux, ainsi que la présence sur l'oppidum de ratés de fabrication, permettent de postuler l'existence d'un atelier de travail du verre. La répartition des objets trouvés indique que celui-ci se trouvait également à proximité de l'intersection des fossés, plus probablement au sud-ouest de celle-ci. Toutefois, la localisation précise ne peut être assurée en raison de l'arasement des vestiges dû aux travaux agricoles.

#### Autres ateliers
Des traces d'autres artisanats ont été identifiées. Les activités de pelleterie et de travail de l'os, de travail du bois et de tissage sont également ainsi documentées. Toutefois certaines de ces activités, voire toutes, ont pu se dérouler dans un contexte domestique. Dans certains cas en effet, les ateliers n'ont pu être localisés, et ces artisanats, le tissage en particulier, ne sont pas forcément l'œuvre de professionnels.

### Les fossés
L'oppidum comporte d'une structure unique pour le monde gaulois : quatre fossés rectilignes de plusieurs centaines de mètres de long et convergeant à angle droit. Ils ne rejoignent cependant pas, laissant un point de passage unique entre les quatre parties de l'oppidum. C'est autour de ce point de convergence, situé sur le point le plus haut de l'oppidum, que s'est établi le quartier artisanal. Ces fossés, larges de deux mètres et profond d'un mètre quarante, sont bordés de chaque côté par une double rangée de trous de poteaux.
La fonction de cet aménagement est inconnue. Son aspect monumental plaiderait pour un usage public et pourrait être interprété comme des installations de vote. Une autre hypothèse consiste en une installation à fonction économique de type galerie marchande couverte avec vide sanitaire. Néanmoins, ces interprétations ainsi que celles du mobilier archéologique relevé à proximité sont difficilement conciliables avec la disposition et les dimensions des fossés. Par ailleurs, postérieurement à l'élaboration ces hypothèses, de nouvelles fouilles archéologiques et des analyses de sections des fossés ont abouti à la conclusion que cet aménagement pourrait avoir eu une fonction hydraulique ou en rapport avec le convoyage de fluides au sein de l'oppidum, en relation ou non avec les activités artisanales et de boucherie qui y avaient lieu. 
Quelle que soit leur fonction, il faut noter que ces fossés ont été creusés lors de la fondation de l'oppidum et que leur tracé n'a jamais été altéré durant toute la durée de vie de l'agglomération.

### Les habitats
Les habitats privés de l'oppidum de Villeneuve-Saint-Germain correspondent à des enclos, généralement palissadés, d'une taille moyenne de plus de 1 000 m2. Ces enclos contiennent un ou deux bâtiments principaux et quelques structures annexes de stockage ou destinées à la mise au rebut. Le reste de l'espace non bâti est donc une vaste cour servant d'espace de circulation.

### Identification de l'Oppidum
Jules César évoque dans ses commentaires le siège qu'il fait d'une place-forte des Suessions nommée Noviodunum. On considère traditionnellement que cette dernière est l'oppidum de Pommiers, distant de près de six kilomètres de l'oppidum de Villeneuve-saint-Germain, de l'autre côté de la ville de Soissons. Cette proposition est faite dès 1887 par O. Vauvillé. Toutefois le réexamen des datations de l'oppidum de Pommiers, que l'on considère désormais occupé au plus tôt vers 50 av. J.C., amène à se demander si cet épisode ne se serait pas plutôt déroulé sous les murs de l'oppidum de Villeneuve-Saint-Germain, daté, lui, de 80 av. J.C. aux années 40 av. J.C..
Le nom de Villeneuve est, en effet, l'exacte traduction de Noviodunum, nom gaulois composé de novio - nouveau, nouvelle - et de dunum - forteresse, ville. De plus, selon Jules César, un premier assaut des troupes romaines échoue du fait de « la largeur des fossés et de la hauteur des murs ». Or, l'oppidum de Villeneuve-saint-Germain présente un système de fossés particulièrement développé.[réf. nécessaire]
Toutefois, la datation et les relations précises entre l'oppidum de Pommiers, l'oppidum de Villeneuve-saint-Germain et la ville d'Augusta Suessionum s'avèrent complexes. En l'état des recherches, la communauté scientifique considère toujours l'oppidum de Pommiers comme la Noviodunum assiégée par Jules César.

## Le site aujourd'hui
L'oppidum est aujourd'hui bien connu, ayant fait l'objet de nombreuses campagnes de fouilles, mais sa conservation pose problème. Le rempart et les fossés sont aujourd'hui presque totalement détruits, par les ballastières, par les effets de la guerre de 1914-1918 et par l'extension de l'agglomération moderne de Villeneuve-Saint-Germain. Un canal traverse actuellement le méandre et coupe l'oppidum en deux.
Le site archéologique, bien que couvrant une période allant du néolithique au second âge du fer, ne fait l'objet d'aucune démarche de mise en valeur ou de protection.